# UFO 2: Flying
UFO 2: Flying — второй студийный альбом британской рок-группы UFO, выпущенный в октябре 1971 года. Это последняя студийная работа группы с гитаристом Миком Болтоном, который покинул UFO в феврале 1972 года, и последняя, записанная в жанре спейс-рок. Так же как и дебютный альбом, пластинка прошла незамеченной в Великобритании, однако пользовалась успехом во Франции, Германии и, в особенности, в Японии. Записанное на выступлении в Токио исполнение песен «Prince Kajuku» и «The Coming of Prince Kajuku» попало в первый концертный альбом группы Live.

## Название альбома
Различные релизы альбома имели несколько отличающиеся названия. Так британская версия была озаглавлена Flying — UFO II Space Rock, в Германии пластинка была выпущена под названием UFO 2: Flying — One Hour of Space Rock. Последующие издания выходили под этим же названием или c более сокращённым вариантом — Flying.

## Об альбоме
Сразу после выхода дебютной пластинки музыканты вернулись в студию, чтобы начать работу над новой записью под рабочим названием Star Storm (в итоге такое название получила одна из песен альбома). К этому времени группа уже выработала свой музыкальный стиль, они стали отдавать предпочтение более продолжительным композициям, по сравнению с предыдущим альбомом, который состоял из более коротких номеров. По словам вокалиста Фила Могга они одинаково хотели совершенствовать и мелодии, и тексты песен, и ритм. В музыкальном плане пластинка ближе к психоделии и спэйс-року, чем предыдущая работа группы, однако также в альбоме есть и хард-роковые элементы.
Открывающий трек альбома, «Silver Bird» начинается с мягкого гитарного вступления, а затем превращается в «полномасштабное выражение чуда полёта». Текст песни повествует о первобытном островитянине, которые видит в небе самолёт. Далее следует продолжительная композиция «Star Strom» переполненная звуковыми эффектами, которые Болтон создаёт с помощью своей гитары. Завершает первую сторону «Prince Kajuku», хард-роковая песня более похожая на то, что группа будет записывать в последующих альбомах. Вторая сторона пластинки открывается коротким инструменталом «The Coming of Prince Kajuku». За ней следует 26-минутная композиция «Flying», самая продолжительная из всех, что когда-либо записывала группа. В конце песни содержится прокрученная в обратном направлении запись последних строк из баллады Редьярда Киплинга Ганга Дин:
|                        | Tho' I've belted you an' flayed you, By the livin' God that made you, You're a better man than I am, Gunga Din! |  | Пред тобой винюсь во многом И готов поклясться Богом: Ты честней меня и лучше, Ганга Дин. |  |
| Перевод Е. Витковского | |  |                                                                                           |  |

После следует замедленная фраза «Yes we know, it’s all been done before… before… before…» (англ. Да, мы знаем, это всё было сделано ранее… ранее… ранее…).
Так же, как и предыдущая работа группы, пластинка осталась практически незамеченной на родине музыкантов, в Великобритании, однако пользовалась популярностью в Японии, Франции и Германии, причем сингл «Prince Kajuku» достиг в немецком чарте 26 позиции.

## Выступления в Японии
- 25 сентября — Hibiya Park, Токио

Музыканты прибыли в Японию 18 сентября 1971 года и отыграли там три концерта в поддержку альбома. Организацией выступлений занималась компания Toshiba Records, которая потратила на это около 10 тысяч фунтов стерлингов. UFO в то время пользовались заметной популярностью у японцев: выступление в Осаке посетили около 10 тысяч фанатов, а в Токио на концерт пришли 23 тысячи. Мик Болтон следующим образом отозвался об этих выступлениях:
Японская публика великолепна. Они принимают всё, что сделано хорошо. Им не говорят, что модно любить или не любить.
На концертах группа исполняла песни «Prince Kajuku», «The Coming of Prince Kajuku», «Loving Cup», «Silver Bird», «C’mon Everybody», «Boogie for George», «Follow You Home», «Who Do You Love». Выступление в Токио было записано и вскоре выпущено в виде концертного альбома Live.

## Отзывы
Музыкальный критик сайта AllMusic Ричард Фосс оценивает альбом в 3 звезды из 5. Открывающий трек, «Silver Bird», по его мнению, возможно лучшая композиция в первых двух альбомах группы. В «Star Storm», по словам Фосса, Мик Болтон иногда использует свою гитару скорее как звуковой эффект, чем для передачи ритма или мелодии, однако если быть терпеливым, прослушивание может стать приятным и даже поглощающим. Фосс утверждает, что если бы Болтон остался в UFO, то они никогда бы не достигли той популярности, которая у них была позднее, но было бы интересно предположить, какую музыку они могли бы написать.
Нил Дэниелс, автор книги High Stakes & Dangerous Men: The UFO Story, считает, что это слабая работа. По его словам «в ретроспективе очевидно, что музыканты пытались найти свой стиль». Описывая песню «Star Storm», Дэниелс заявляет, что это своего рода «тест на выносливость слушателя», но в то же время отмечает игру Болтона и то, что он до сих пор недооценён, как гитарист. «Flying», на его взгляд содержит интересные последовательности аккордов, но это не тот тип песен, в которых UFO преуспели.

## Список композиций
Авторы всех песен — Фил Могг, Мик Болтон, Пит Уэй и Энди Паркер
| №  | Название        | Перевод названия   | Длительность |
| -- | --------------- | ------------------ | ------------ |
| 1. | «Silver Bird»   | «Серебряная птица» | 6:54         |
| 2. | «Star Storm»    | «Звёздный шторм»   | 18:54        |
| 3. | «Prince Kajuku» | «Принц Кажуку»     | 3:56         |

| №  | Название                                         | Перевод названия           | Длительность |
| -- | ------------------------------------------------ | -------------------------- | ------------ |
| 1. | «The Coming of Prince Kajuku» (инструментальная) | «Пришествие принца Кажуку» | 3:43         |
| 2. | «Flying»                                         | «Полёт»                    | 26:30        |

## Участники записи
UFO:
- Фил Могг — вокал
- Мик Болтон — гитара
- Пит Уэй — бас-гитара
- Энди Паркер[англ.] — ударные

технический персонал:
- UFO — продюсирование
- Милтон Самюэль — исполнительный продюсер
- Гюнтер Блюм — дизайн обложки

## Позиция в чартах
Сингл
| Год  | Страна   | Название        | Чарт                 | Позиция |
| ---- | -------- | --------------- | -------------------- | ------- |
| 1971 | Германия | «Prince Kajuku» | Media Control Charts | 26      |